# Ramat Sirin
Ramat Sirin (hebrejsky: רמת סירין) je náhorní plošina o nadmořské výšce přes 200 metrů v severním Izraeli, na pomezí Dolní Galileji a údolí řeky Jordán.
Leží cca 15 kilometrů jižně od města Tiberias. Pojmenována je podle arabské vesnice Sirin, jež stávala na jejím vrcholku do roku 1948. Na oficiálních mapách je lokalita nazývána Micpe Elot a obě pojmenování bývají používána zaměnitelně, přičemž ale v případě Micpe Elot jde spíše jen o dílčí vrcholek na jejím severním okraji.
Poblíž arabského Sirinu se nachází archeologická lokalita s pozůstatky staršího židovského osídlení. Ramat Sirin tvoří nejjižnější výběžek masivu Har Javne'el, který v délce několika kilometrů dominuje západní straně údolí Bik'at Javne'el a v této lokalitě se přibližuje údolí řeky Jordán. Jde o součást mohutného terénního zlomu, který sleduje v délce desítek kilometrů Jordánské údolí podél jeho západní strany. Do toho zlomového pásu patří severně odtud vrchoviny Ramat Porija, Har Arbel nebo Hory Naftali, jižně odtud Ramat Kochav nebo Gilboa. Ramat Sirin na severu přechází do vrchu Micpe Elot, na jižní straně terén prudce spadá do kaňonu vádí Nachal Tavor, na straně východní k řece Jordán. Vrcholová partie vysočiny má plochý reliéf a je částečně zemědělsky využívaná. Na západní, jižní a východní stranu se terén postupně svažuje do okolní krajiny, kam odtud stékají četná vádí, zejména Nachal Recheš, Nachal Salil, Nachal Ukal, Nachal Šachal, Nachal Jazir, Nachal Achin, Nachal Adama, Nachal Chagal nebo Nachal Ankor. Svahy vysočiny jsou odlesněné.
V únoru 2009 bylo oznámeno, že firmy Israel Electric Corporation a Afcon Industries podepsaly dohodu o výstavbě soustavy větrných elektráren o kapacitě 40-50 MW v lokalitě Ramat Sirin a v pohoří Gilboa. Čekalo se ovšem ještě dlouhé vyjednávání s Izraelskou pozemkovou správou.